# Rosa clinophylla
Espèce
Rosa clinophylla est une espèce de plantes à fleurs de la famille des Rosaceae. C'est un rosier classé dans la section des Bracteatae, originaire des montagnes de l'Himalaya (Inde, Népal, Bengale, Chine).
Cette espèce a été introduite en Europe, en provenance de l'Inde avant 1817, et a été dessinée par Pierre Joseph Redouté dans Les Roses, l'ouvrage qu'il publia avec le concours du botaniste Claude Antoine Thory à Paris en 1828.
Synonymes :
- Rosa involucrata Roxb. ex Lindl.,
- Rosa lindleyana Tratt.,
- Rosa lyellii Lindl.

## Description
Ce rosier est très semblable à Rosa bracteata. Ses feuilles ont des folioles plus étroites. Ses fleurs grandes sont d'un blanc pur.
C'est une espèce qui s'accommode des terrains humides, voire marécageux.